# Большеухая полёвка
Большеухая полёвка (лат. Alticola macrotis) — вид грызунов из рода скальных полёвок (Alticola). Обитает на юге Сибири от озера Байкал на юг до Монголии, Казахстана и севера китайского Синьцзяна.

## Описание
Длина туловища большеухой полёвки составляет от 10,0 до 12,5 см, длина хвоста — от 2,1 до 2,9 см, а вес — от 36 до 40 г. Длина задней лапы составляет от 15 до 17 мм. Мех на спине темно-серо-коричневый с отдельными длинными черными волосами. Брюшная сторона белая. Хвост очень короткий, темно-коричневый сверху и белый снизу. 
Череп имеет общую длину от 25,5 до 28,0 миллиметров, для этого вида характерны относительно небольшие слуховые барабаны (bullae tympanica). Коренные характеризуются толстым слоем эмали и имеют отчетливо закругленные углы, чем отличаются от зубов других видов.

## Ареал
Большеухая полёвка обитает в Забайкалье и в горах Тарбагатай. Встречается на юге Сибири в районе озера Байкал до Монголии, Казахстана и на севере китайской автономной области Синьцзян. В Монголии вид встречается на Монгольском Алтае и на горе Мунку-Сардык в Восточном Саяне. Поднимается в горы до высоты 2450 метров над уровнем моря.

## Образ жизни
Большеухая полёвка обитает в основном в хвойных и смешанных лесах на каменистых горных склонах. Животные, вероятно, питаются в основном зелёными частями растений. 

## Систематика
Большеухая полёвка рассматривается как самостоятельный вид в пределах рода скальных полевок (Alticola), который состоит из двенадцати видов. Первое научное описание сделал естествоиспытатель Густав Радде в 1862 году на основе особей из окрестностей Алиберовского прииска на Восточном Саяне (ныне Окинский район Бурятии) на юге Сибири. Эта полёвка близка к лемминговидной полёвке (Alticola lemminus), обитающей на северо-востоке Сибири. Alticola fetisovi из региона озера Байкал обычно рассматривается  подвидом большеухой полёвки, но иногда её выделяют в отдельный вид.

## Статус, угрозы и охрана
Большеухая полёвка классифицируется Международным союзом охраны природы и природных ресурсов (МСОП) как вызывающая наименьшую озабоченность. Это оправдано очень большим ареалом и предполагаемой большой численностью этого вида. Информация о численности отсутствует; нет известных рисков, которые могли бы поставить под угрозу численность в пределах ареала вида. Местные лесные пожары могут представлять угрозу для локальных популяций. 